# Conferencia Episcopal de Austria

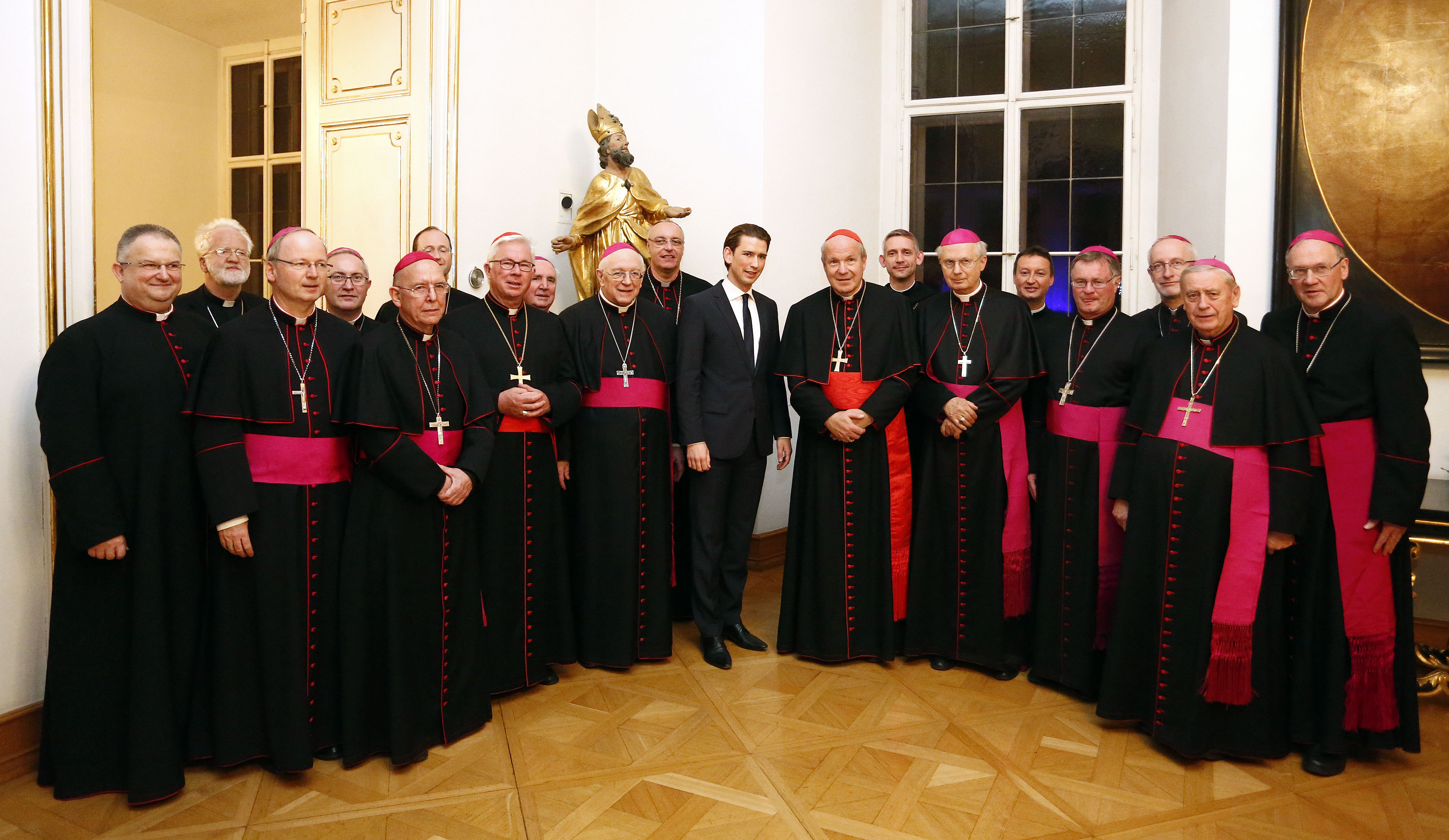
Reunión en 2014 de la Conferencia Episcopal de Austria con el ministro del exterior Sebastian Kurz

La Conferencia Episcopal de Austria (Österreichische Bischofskonferenz) es una institución de carácter permanente, que consiste en la asamblea de los obispos de la Iglesia católica en Austria, que ejercen unidos algunas funciones pastorales respecto de las comunidades de dicha nación, para promover conforme a la norma del derecho el mayor bien que la Iglesia proporciona a los hombres, sobre todo mediante formas y modos de apostolado convenientemente acomodados a las peculiares circunstancias de tiempo y de lugar.
Por el derecho mismo, pertenecen a la Conferencia Episcopal todos los obispos diocesanos del territorio y quienes se les equiparan en el derecho, así como los obispos coadjutores, los obispos auxiliares y los demás obispos titulares que, por encargo de la Santa Sede o de la Conferencia Episcopal, cumplen una función peculiar en el mismo territorio; pueden ser invitados también los ordinarios de otro rito, pero solo con voto consultivo, a no ser que los estatutos de la Conferencia Episcopal determinen otra cosa.

## Miembros de la Conferencia Episcopal de Austria

### Integrantes
Actualmente (6 de abril de 2020) sus miembros son:
| Presidencia                                     | Presidencia | Presidencia | Presidencia |
| ----------------------------------------------- | --- | ----------- | ----------- |
| Christoph Schönborn, O.P. 30 de junio de 1998 - | Cardenal presbítero de Jesús Divino Obrero Arzobispo de Viena Ordinario para los fieles de rito bizantino en Austria |             |             |
| Secretario general                              | |             |             |
| Peter Schipka 1 de marzo de 2011 -              | Presbítero |             |             |
| Obispos diocesanos                              | |             |             |
| Franz Lackner, OFM                              | Arzobispo de Salzburgo                                                                                               |             |             |
| Alois Schwarz                                   | Obispo de Sankt Pölten                                                                                               |             |             |
| Manfred Scheuer                                 | Obispo de Linz |             |             |
| Ägidius J. Zsifkovics                           | Obispo de Eisenstadt                                                                                                 |             |             |
| Benno Elbs                                      | Obispo de Feldkirch                                                                                                  |             |             |
| Werner Freistetter                              | Obispo castrense de Austria                                                                                          |             |             |
| Wilhelm Krautwaschl                             | Obispo de Graz-Seckau                                                                                                |             |             |
| Hermann Glettler                                | Obispo de Innsbruck                                                                                                  |             |             |
| Josef Marketz                                   | Obispo de Gurk |             |             |
| Otros miembros                                  | |             |             |
| Vinzenz Wohlwend, O.Cist.                       | Abad de Wettingen-Mehrerau                                                                                           |             |             |
| Obispos auxiliares                              | |             |             |
| Franz Scharl                                    | Obispo titular de Ierafi y auxiliar de Viena                                                                         |             |             |
| Anton Leichtfried                               | Obispo titular de Rufiniana y auxiliar de Sankt Pölten                                                               |             |             |
| Stephan Turnovszky                              | Obispo titular de Ancusa y auxiliar de Viena                                                                         |             |             |
| Hansjörg Hofer                                  | Obispo titular de Abziri y auxiliar de Salzburgo                                                                     |             |             |
| Eméritos                                        | |             |             |
| Anselm van der Linde, O.Cist.                   | Abad emérito de Wettingen-Mehrerau                                                                                   |             |             |
| Klaus Klüng                                     | Obispo emérito de Sankt Pölten                                                                                       |             |             |
| Andreas Laun, O.S.F.S.                          | Obispo titular de Libertina y auxiliar emérito de Salzburgo                                                          |             |             |
| Ludwig Schwarz, SDB                             | Obispo emérito de Linz                                                                                               |             |             |
| Christian Werner                                | Obispo castrense emérito de Austria                                                                                  |             |             |
| Egon Kapellari                                  | Obispo emérito de Graz-Seckau                                                                                        |             |             |
| Alois Kothgasser, S.D.B.                        | Arzobispo emérito de Salzburgo                                                                                       |             |             |
| Elmar Fischer                                   | Obispo emérito de Feldkirch                                                                                          |             |             |
| Paul Iby                                        | Obispo emérito de Eisenstadt                                                                                         |             |             |
| Kassian Lauterer, O.Cist.                       | Abad emérito de Wettingen-Mehrerau                                                                                   |             |             |
| Helmut Krätzl                                   | Obispo titular de Heraclea pontica y auxiliar emérito de Viena                                                       |             |             |
| Maximilian Aichern, O.S.B.                      | Obispo emérito de Linz                                                                                               |             |             |
| Johann Weber                                    | Obispo emérito de Graz-Seckau                                                                                        |             |             |